# Roodletterbijbel
Een roodletterbijbel is een bijbelexemplaar waarbij de uitspraken van Jezus in rode letters zijn afgedrukt en worden hiermee onderscheiden van de tekst in zwarte drukletters. Het idee en de ontwikkeling van de roodletterbijbel is in 1899 ontstaan in de Verenigde Staten en wordt toegeschreven aan de journalist en immigrant Louis Klopsch. De roodletterbijbel was meteen een succes, In de volgende twintig jaar waren er meerdere uitgevers die hun eigen versie van een roodletterbijbel publiceerden. In 1901 kwam de eerste volledige roodletterbijbel (Oude en Nieuwe Testament) uit.
Naar verluidt zijn de rode letters met name behulpzaam in de King James Version, een prominente Engelse Bijbelvertaling vergelijkbaar met de Nederlandse Statenvertaling.
Een Nederlandstalige versie waarbij de uitspraken van Jezus in het rood worden afgedrukt wordt uitgegeven door Jongbloed BV.